# Karjala Cup 2010
Der Karjala Cup 2010 ist seit 1996 die 15. Austragung des in Finnland stattfindenden Eishockeyturniers. Es ist Teil der Euro Hockey Tour, bei welcher sich die Nationalmannschaften Finnlands, Schwedens, Russlands und Tschechiens messen. Die Spiele fanden mit einer Ausnahme in der Hartwall Areena in Helsinki statt.

## Spiele
| 11. November 2010 17:30 Uhr | Russland A. Switow (58.) | 1:0 (0:0, 0:0, 1:0) Spielbericht | Finnland | Hartwall Areena, Helsinki Zuschauer: 12.385 |

| 11. November 2010 18:10 Uhr | Tschechien P. Hubáček (15.) J. Klepiš (19.) R. Červenka (41.) | 3:4 (2:1, 0:0, 1:3) Spielbericht | Schweden M. Sjögren (19.) R. Nilsson (48.) M. Ekholm (55.) N. Nordgren (55.) | Budvar Aréna, České Budějovice Zuschauer: 6.421 |

| 13. November 2010 12:00 Uhr | Schweden R. Nilsson (3.) N. Nordgren (20.) B. Melin (29.) | 3:2 (2:1, 1:1, 0:0) Spielbericht | Russland D. Kuljasch (8.) A. Popow (28.) | Hartwall Areena, Helsinki Zuschauer: 6.374 |

| 13. November 2010 15:30 Uhr | Finnland J. Välivaara (4.) J. Immonen (30.) T. Laine (30.) J. Lahti (31., 51.) | 5:0 (1:0, 3:0, 1:0) Spielbericht | Tschechien | Hartwall Areena, Helsinki Zuschauer: 12.847 |

| 14. November 2010 11:00 Uhr | Tschechien J. Klepiš (14.) | 1:3 (1:2, 0:0, 0:1) Spielbericht | Russland A. Pereschogin (14.) D. Grebeschkow (19.) A. Kaigorodow (41.) | Hartwall Areena, Helsinki Zuschauer: 4.572 |

| 14. November 2010 16:30 Uhr | Finnland P. Puistola (51.) P. Kontiola (53.) J. Immonen (57.) V. Peltonen (60.) | 4:1 (0:0, 0:1, 4:0) Spielbericht | Schweden R. Nilsson (32.) | Hartwall Areena, Helsinki Zuschauer: 13.006 |

## Tabelle
| Platz | Mannschaft | Spiele | S | S (OT) | N (OT) | N | Tore | Punkte |
| ----- | ---------- | ------ | - | ------ | ------ | - | ---- | ------ |
|       | Finnland   | 3      | 2 | 0      | 0      | 1 | 9:02 | 6      |
|       | Russland   | 3      | 2 | 0      | 0      | 1 | 6:04 | 6      |
|       | Schweden   | 3      | 2 | 0      | 0      | 1 | 8:09 | 6      |
| 4.    | Tschechien | 3      | 0 | 0      | 0      | 3 | 4:12 | 0      |

| Vergleich der Mannschaften um Platz 1 | Vergleich der Mannschaften um Platz 1 | Vergleich der Mannschaften um Platz 1 | Vergleich der Mannschaften um Platz 1 | Vergleich der Mannschaften um Platz 1 | Vergleich der Mannschaften um Platz 1 | Vergleich der Mannschaften um Platz 1 | Vergleich der Mannschaften um Platz 1 |
| Mannschaft                            | Spiele                                | S                                     | S (OT)                                | N (OT)                                | N                                     | T                                     | P                                     |
| ------------------------------------- | ------------------------------------- | ------------------------------------- | ------------------------------------- | ------------------------------------- | ------------------------------------- | ------------------------------------- | ------------------------------------- |
| Finnland                              | 2                                     | 1                                     | 0                                     | 0                                     | 1                                     | 4:2                                   | 3                                     |
| Russland                              | 2                                     | 1                                     | 0                                     | 0                                     | 1                                     | 3:3                                   | 3                                     |
| Schweden                              | 2                                     | 1                                     | 0                                     | 0                                     | 1                                     | 4:6                                   | 3                                     |

## Statistik

### Beste Scorer
| Platz | Spieler           | Tore | Vorlagen | Punkte |
| ----- | ----------------- | ---- | -------- | ------ |
| 1.    | Janne Lahti       | 2    | 2        | 4      |
| 2.    | Robert Nilsson    | 4    | 0        | 4      |
| 3.    | Jyrki Välivaara   | 1    | 2        | 3      |
| 4.    | Magnus Johansson  | 0    | 3        | 3      |
| 5.    | Jakub Klepiš      | 2    | 1        | 3      |
| 6.    | Petri Kontiola    | 1    | 2        | 3      |
| 7.    | Jori Lehterä      | 0    | 3        | 3      |
| 8.    | Denis Grebeschkow | 1    | 1        | 2      |
| 9.    | Jarkko Immonen    | 0    | 2        | 2      |
| 10.   | Lukáš Kašpar      | 0    | 2        | 2      |
| 11.   | Björn Melin       | 1    | 1        | 2      |
| 12.   | Niklas Nordgren   | 2    | 0        | 2      |
| 13.   | Alexander Popow   | 1    | 1        | 2      |

### Beste Torhüter
| Spieler               | Sp | Min    | SaT | GT | GTS  | SVS | Sv%    | SO |
| --------------------- | -- | ------ | --- | -- | ---- | --- | ------ | -- |
| Karri Rämö            | 1  | 60:00  | 24  | 0  | 0,00 | 24  | 100,00 | 1  |
| Wassili Koschetschkin | 3  | 150:45 | 71  | 1  | 0,40 | 70  | 98,59  | 1  |
| Petri Vehanen         | 2  | 108:20 | 51  | 2  | 1,11 | 49  | 96,08  | 0  |
| Marek Schwarz         | 1  | 29:40  | 7   | 1  | 2,02 | 6   | 85,71  | 0  |
| Stefan Liv            | 2  | 120:00 | 43  | 5  | 2,50 | 38  | 88,37  | 0  |
| Daniel Larsson        | 1  | 58:11  | 28  | 3  | 3,09 | 25  | 89,29  | 0  |
| Jakub Štěpánek        | 3  | 149:52 | 78  | 11 | 4,40 | 67  | 85,90  | 0  |
| Michail Birjukow      | 1  | 28:11  | 18  | 3  | 6,39 | 15  | 83,33  | 0  |

(Legende zur Torhüterstatistik: GP oder Sp = Spiele insgesamt; W oder S = Siege; L oder N = Niederlagen; T oder U oder OT = Unentschieden oder Overtime- bzw. Shootout-Niederlage; Min. = Minuten; SOG oder SaT = Schüsse aufs Tor; GA oder GT = Gegentore; SO = Shutouts; GAA oder GTS = Gegentorschnitt; Sv% oder SVS% = Fangquote; EN = Empty Net Goal; 1 Play-downs/Relegation; Kursiv: Statistik nicht vollständig)

## Auszeichnungen
Spielertrophäen
- Bester Torhüter:  Wassili Koschetschkin
- Bester Verteidiger:  Mattias Ekholm
- Bester Stürmer:  Petri Kontiola

All-Star-Team
Die für das Turnier akkreditierten Journalisten wählten die folgenden Spieler in das All-Star-Team:
| Angriff:      | Robert Nilsson – Niko Kapanen – Janne Lahti |
| Verteidigung: | Magnus Johansson – Jyrki Välivaara          |
| Tor:          | Wassili Koschetschkin                       |